# Herta Ware
Pour les articles homonymes, voir Ware.
Herta Ware, née le 9 juin 1917 à Wilmington (Delaware) et morte le 15 août 2005 à Topanga en Californie est une actrice américaine. Elle fut l'épouse de Will Geer et la mère d'Ellen Geer.

## Filmographie sélective
- 1985 : Cocoon de Ron Howard
- 1995 : La Mutante de Roger Donaldson
- 1988 : Critters 2 de Mick Garris
- 1998 : Les Ensorceleuses de Griffin Dunne
- 1999 : Sexe intentions de Roger Kumble
- 2000 : De toute beauté de Sally Field